# Les Mondes d'Honor
Les Mondes d'Honor (titre original : Worlds of Honor) est le deuxième recueil de nouvelles de la série Autour d'Honor édité par l'écrivain de science-fiction David Weber et paru en 1999. Il a été publié en France en 2013.

## Composition du recueil
- Le Chat perdu ((en) The Stray) par Linda Evans
- Le Prix des rêves ((en) What Price Dreams?) par David Weber
- Le Gambit de la reine ((en) Queen's Gambit) par Jane Lindskold
- Un retour difficile ((en) The Hard Way Home) par David Weber
- Pilonnage d'artillerie ((en) Deck Load Strike) par Roland J. Green